# Hypocrea coprosmae
Hypocrea coprosmae är en svampart som beskrevs av Dingley 1952. Hypocrea coprosmae ingår i släktet svampdynor och familjen Hypocreaceae.   Inga underarter finns listade i Catalogue of Life.